# Melanie Verheyen
Melanie Verheyen (* 22. Juli 1989 in Kevelaer) ist eine deutsche Volleyballspielerin.

## Karriere
Verheyen begann ihre Karriere gemeinsam mit ihrer jüngeren Schwester Lena Verheyen beim VC Eintracht in Geldern, wo sie in der Regionalliga aktiv war. 2009 folgte die Diagonalangreiferin ihrer Schwester, die bereits ein Jahr zuvor gewechselt war, zum Zweitligisten Bayer 04 Leverkusen. 2011 schaffte sie mit dem Team den Aufstieg in die Bundesliga.